# Самылова, Ольга Игоревна
Ольга Игоревна Самылова (род. 4 января 1986) — российская легкоатлетка, специалистка по барьерному бегу. Выступала на профессиональном уровне в 2002—2015 годах, чемпионка России в беге на 60 и 100 метров с барьерами, победительница и призёрка первенств всероссийского значения, участница чемпионатов Европы 2010 года в Барселоне и 2012 года в Хельсинки. Представляла Москву и Санкт-Петербург. Мастер спорта России международного класса.

## Биография
Ольга Самылова родилась 4 января 1986 года. Занималась лёгкой атлетикой под руководством заслуженного тренера России Андрея Георгиевича Климова.
Впервые заявила о себе в сезоне 2002 года, когда в беге на 100 метров с барьерами одержала победу на чемпионате России среди юниоров в Казани. Попав в состав российской сборной, выступила на юниорском мировом первенстве в Кингстоне, где в той же дисциплине стала шестой.
В 2004 году в беге на 60 метров с барьерами выиграла зимнее юниорское первенство России в Волгограде.
В 2005 году вновь стала чемпионкой России среди юниоров в 100-метровом барьерном беге.
В 2006 году была восьмой на молодёжном всероссийском первенстве в Казани.
В 2009 году на чемпионате России по эстафетному бегу в Сочи с командой Санкт-Петербурга выиграла серебряную медаль в эстафете 4 × 100 метров с барьерами.
В 2010 году в дисциплине 60 метров с барьерами была лучшей на международном турнире в Таллине, на зимнем чемпионате Санкт-Петербурга, на Кубке губернатора в Краснодаре. На дистанции 100 метров с барьерами выиграла командный чемпионат России в Сочи, стала второй на Кубке России в Ерино, превзошла всех соперниц на чемпионате России в Саранске. Благодаря череде удачных выступлений удостоилась права защищать честь страны на чемпионате Европы в Барселоне, где дошла до стадии полуфиналов.
В 2012 году в беге на 60 метров с барьерами стала бронзовой призёркой на зимнем чемпионате России в Москве. В беге на 100 метров с барьерами получила серебро на Мемориале братьев Знаменских в Жуковском, установив при этом свой личный рекорд — 12,82. Принимала участие в чемпионате Европы в Хельсинки, вновь остановилась на полуфинальной стадии. На последовавшем чемпионате России в Чебоксарах финишировала шестой.
В 2013 году в 60-метровом барьерном беге выиграла серебряную медаль на зимнем чемпионате России в Москве (впоследствии в связи с допинговой дисквалификации победительницы Юлии Кондаковой переместилась в итоговом протоколе на первую позицию). Должна была стартовать на чемпионате Европы в помещении в Гётеборге, но в конечном счёте снялась с соревнований.
На чемпионате России 2014 года в Казани была шестой в беге на 400 метров с барьерами и четвёртой в эстафете 4 × 400 метров.
В 2015 году на зимнем чемпионате России в Москве заняла четвёртое место в беге на 60 метров с барьерами. На чемпионате России по эстафетному бегу в Сочи с командой Санкт-Петербурга вновь выиграла серебряную медаль в эстафете 4 × 100 метров с барьерами. По окончании сезона завершила спортивную карьеру.
За выдающиеся спортивные достижения удостоена почётного звания «Мастер спорта России международного класса».